# Mike Blake
Michael Wilmer „Mike“ Blake (* 6. April 1956 in Kitchener, Ontario; † 29. November 2022 in Waterloo, Ontario) war ein kanadischer Eishockeytorwart, der im Verlauf seiner aktiven Karriere zwischen 1977 und 1985 unter anderem 40 Spiele für die Los Angeles Kings in der National Hockey League (NHL) bestritten hat. Zudem absolvierte Blake weitere 130 Partien in der American Hockey League (AHL) und International Hockey League (IHL). Sein Onkel Toe Blake war ebenfalls professioneller Eishockeyspieler.

## Karriere
Blake spielte bis zu seinem 21. Lebensjahr in den unterklassigen Juniorenligen seiner Heimatprovinz Ontario, ehe er ein Studium an der Ohio State University begann. Dort war der Torwart vier Jahre lang parallel zu seiner akademischen Ausbildung für die Eishockeymannschaft der Universität aktiv. Mit dieser nahm er am Spielbetrieb der Central Collegiate Hockey Association (CCHA) innerhalb der Dachverbands der National Collegiate Athletic Association (NCAA) teil.
Nachdem der ungedraftete Kanadier am Ende seiner vierten und letzten Spielzeit ins CCHA First All-Star Team berufen worden war, erhielt er für die Saison 1981/82 einen Profivertrag bei den Saginaw Gears aus der International Hockey League (IHL). Dort gewann er im Saisonverlauf den Konkurrenzkampf um den Stammposten im Tor gegen Paul Pageau und erhielt zum Jahresanfang 1982 einen Vertrag bei den Los Angeles Kings aus der National Hockey League (NHL). Für die Kings absolvierte er im restlichen Verlauf der Spielzeit – neben seinen weiteren Einsätzen in Saginaw – zwei Kurzeinsätze. Ab dem folgenden Spieljahr pendelte Blake zwischen dem Kader von Los Angeles’ Farmteam, den New Haven Nighthawks, in der American Hockey League (AHL) und dem NHL-Aufgebot der Kings. Er bestritt weitere 38 Begegnungen für Los Angeles, hatte währenddessen aber immer wieder mit Verletzungen zu kämpfen. So gelang es ihm in der Saison 1984/85 nicht mehr, sich mit seinen Leistungen für die NHL zu empfehlen und spielte ausschließlich in New Haven.
Infolge seiner fünften Knieoperation beendete der 29-jährige Blake im Sommer 1985 seine aktive Karriere. Er verstarb im November 2022 im Alter von 66 Jahren an den Folgen einer Krebserkrankung.

## Erfolge und Auszeichnungen
- 1981 CCHA First All-Star Team

## Karrierestatistik
(Legende zur Torhüterstatistik: GP oder Sp = Spiele insgesamt; W oder S = Siege; L oder N = Niederlagen; T oder U oder OT = Unentschieden oder Overtime- bzw. Shootout-Niederlage; Min. = Minuten; SOG oder SaT = Schüsse aufs Tor; GA oder GT = Gegentore; SO = Shutouts; GAA oder GTS = Gegentorschnitt; Sv% oder SVS% = Fangquote; EN = Empty Net Goal; 1 Play-downs/Relegation; Kursiv: Statistik nicht vollständig)